# Txomin Juaristi
Txomin Juaristi Arrieta (Marquina-Jemein, 20 de julio de 1995) es un ciclista español que milita en las filas del conjunto Euskaltel-Euskadi. Como amateur ganó el Trofeo Eusebio Vélez en 2017.

## Palmarés
2018
- Vuelta a Lérida, más 1 etapa

2023
- 1 etapa de la Vuelta a Portugal

## Resultados en Grandes Vueltas
| Carrera | Carrera         | 2018 | 2019 | 2020 | 2021 | 2022 | 2023 | 2024 |
| ------- | --------------- | ---- | ---- | ---- | ---- | ---- | ---- | ---- |
|         | Giro de Italia  | —    | —    | —    | —    | —    | —    | —    |
|         | Tour de Francia | —    | —    | —    | —    | —    | —    | —    |
|         | Vuelta a España | —    | —    | —    | —    | —    | —    | Ab.  |

—: no participa
Ab.: abandono